# Mario Cipriani (ciclista)
Mario Cipriani (San Giusto,  Prato, 29 maggio 1909 – Ferrara, 10 giugno 1944) è stato un ciclista su strada italiano, professionista e indipendente tra il 1929 e il 1941.

## Carriera
Nel 1928 vinse il Giro del Casentino e la Coppa Zucchi, corsa che rivinse nel 1930 da individuale. Nel 1931 si impose nel Giro del Piemonte, in una tappa del Giro di Campania, nel Giro delle Due Province di Messina e nel Giro delle Due Province di Prato, oltre a laurearsi campione italiano nella categoria indipendenti. Nelle stagioni seguenti corse quindi per la Ganna, la Frejus e la Bianchi, distinguendosi come passista e scalatore. 
Nel 1932 vinse la Milano-Modena, mentre nell'annata successiva vinse il Giro delle Due Province di Prato, una tappa alla Predappio-Roma e la tappa Grosseto-Roma del Giro d'Italia, in cui ottenne anche il nono posto assoluto. Nel 1934 vinse ancora il Giro delle Due Province di Prato, la storica classica Milano-Torino, il Giro di Toscana (in cui si ripeté l'anno successivo, e in cui fu secondo nel 1936), il Giro delle Alpi Apuane e il Gran Premio dei Cesari a tappe. L'ultimo successo fu la Coppa Zucchi a Peretola nel 1937. Tra i piazzamenti di rilievo vi sono anche il secondo posto al Giro di Lombardia 1934, dietro Learco Guerra, il secondo posto nella classifica del campionato italiano 1934, alle spalle di Guerra, e il terzo posto alla Milano-Sanremo 1935, dietro Giuseppe Olmo e Learco Guerra.
Morì a Ferrara nel giugno 1944, durante la seconda guerra mondiale, nel corso di un bombardamento aereo.

## Palmarès
- 1928 (dilettanti)

Giro del Casentino
Coppa Zucchi
- 1930 (individuale, una vittoria)

Coppa Zucchi
- 1931 (individuale, cinque vittorie)

Giro delle Due Province di Prato
Giro delle Due Province di Messina
Giro del Piemonte
Campionati italiani, classifica indipendenti
1ª tappa Giro di Campania (Napoli > Benevento)
- 1932 (individuale, una vittoria)

Milano-Modena
- 1933 (Ganna, tre vittorie)

Giro delle Due Province di Prato
1ª tappa Predappio-Roma (Predappio > Firenze)
6ª tappa Giro d'Italia (Grosseto > Roma)
- 1934 (Fréjus, cinque vittorie)

Giro delle Due Province di Prato
Milano-Torino
Giro di Toscana
Giro delle Alpi Apuane
1ª tappa Gran Premio dei Cesari (Rimini > Foligno)
Classifica generale Gran Premio dei Cesari (ex aequo con Alberto Ghilardi)
Coppa Romolo Lazzaretti
- 1935 (Fréjus, una vittoria)

Giro di Toscana
- 1937 (Fréjus, una vittoria)

Coppa Zucchi

## Piazzamenti

### Grandi Giri
- Giro d'Italia

1931: 18º
1932: 18º
1933: 9º
1935: 12º
1937: 25º
1939: ritirato
- Tour de France

1935: ritirato (2ª tappa)

### Classiche monumento
- Milano-Sanremo

1932: 25º
1933: 17º
1934: 23º
1935: 3º
1936: 9º
1939: 16º
- Giro di Lombardia

1932: 5º
1933: 6º
1934: 2º
1935: 9º